# Орто-Азия
Орто-Азия (кирг. Орто-Азия) — село в Сузакском районе Джалал-Абадской области Кыргызстана. Входит в состав Кызыл-Тууского айылного аймака.

## География
Село расположено в юго-восточной части области, к западу от реки Кёгарт, на расстоянии приблизительно 8 километров (по прямой) к северо-северо-востоку от села Сузак, административного центра района. Абсолютная высота — 814 метров над уровнем моря.

## Население
Согласно оценочным данным Национального статистического комитета Кыргызской Республики, численность населения села на начало 2023 года составляла 3584 человека.
| год     | 2009 | 2014 | 2015 | 2020 | 2021 | 2023 |
| ------- | ---- | ---- | ---- | ---- | ---- | ---- |
| человек | 2545 | 3054 | 2923 | 3308 | 3377 | 3584 |